# Sequoia Capital
Sequoia Capital — американский венчурный фонд, созданный в 1972 году Доном Валентайном. Среди успешных инвестиций Валентайна — вложение в Apple в 1978 году. С середины 90-х активную роль в управлении стали играть партнёры фонда Майкл Моритц и Дуг Леоне.
Фондом управляют девять главных партнеров: Моритц, Леоне, Джим Гетц, Альфред Линь, Релоф Бота, Нил Шэнь, Майкл Гоген, Брайан Шрайер и Куй Чжоу. Их годовой оклад достигает $1 млн, но большую часть заработка составляет прибыль от инвестиций. Sequoia Capital прославился быстрыми инвестициями в стартапы, позже ставшими многомиллиардными компаниями: Cisco, Google, Yahoo, PayPal, Youtube, LinkedIn, Dropbox, Stripe, Square, Airbnb, WhatsApp, Instagram, PicsArt Photo Studio.
Среди стартапов, которым фонд отказал в инвестициях, были Twitter, Pinterest и Facebook, который не восприняли всерьез из-за того, что Марк Цукерберг явился на встречу в пижаме.
В 2012 году партнёры привлекли в Sequoia Capital Global Growth Fund $700 млн. Фонд инвестирует от $100,000 до $1 млн на посевной стадии, от $1 млн до $10 млн на ранней стадии, от $10 млн до $100 млн на стадии роста. Многократный возврат на инвестиции делает фонд одним из самых эффективных в отрасли. Так, Sequoia Venture XI Fund привлек в 2003 году $387 млн у 40 вкладчиков (преимущественно у университетов и эндаументов), в 2014 году при закрытии доход Venture XI составил $3,6 млрд, или 41 % в год за вычетом комиссии.
В 2009 году фонд создал широкую сеть «скаутов» из числа некогда проинвестированных предпринимателей, которые ищут перспективные компании, а Sequoia снабжает их миллионами долларов на первоначальные инвестиции. Такой подход позволяет с большей вероятностью заметить перспективную компанию и одновременно скрыть от других венчурных фондов свою активность — фонд даёт инвестиции через скаута, не афишируя своё имя до новых раундов. Обычно скаут вкладывает в понравившуюся ему компанию около 30 тысяч долларов. В год они могут получить от Sequoia Capital до 100 тысяч на финансирование стартапов.
В феврале 2022 года компания заявила о создании специального фонда для долгосрочных инвестиций в криптовалюты объемом до 600 млн долларов. Фонд будет финансироваться за счет уже существующих инвесторов.